# NRP Sagres
El NRP Sagres o NE Sagres, también conocido como Sagres III, es el principal buque escuela de la Marina Portuguesa. Es también el navío de esta Marina más famoso internacionalmente. Tiene como misión básica permitir el adiestramiento y el contacto con la vida en la mar a los alumnos de la Escuela Naval, futuros oficiales de la Marina Portuguesa. Como misión complementaria, el NRP Sagres es usado en la representación nacional e internacional de la Marina y de Portugal.

## Historia
El Sagres actual es el tercer navío con este nombre en desempeñar funciones de instrucción náutica en la Marina Portuguesa. Fue construido en los astilleros Blohm & Voss de Hamburgo (Alemania) en 1937, como buque escuela de la Kriegsmarine, siendo bautizado como Albert Leo Schlageter, siendo gemelos de los buques Gorch Fock que da nombre a su clase, del ex-Horst Wessel (actual USCGC Eagle), y del Mircea, buque escuela de la marina rumana.
Al final de la Segunda Guerra Mundial, el navío fue capturado por las fuerzas de los Estados Unidos, siendo vendido a la Marina de Brasil en 1948 por un valor simbólico de $5000 dólares. En Brasil fue bautizado como Guanabara, sirviendo como buque escuela hasta 1961, fecha en que fue adquirido por Portugal para ser usado en sustitución del entonces NRP Sagres II (ex Rickmer Rickmers). El buque recibió el mismo nombre de su antecesor, entrando al servicio de la Marina Portuguesa el 8 de febrero de 1962.
A veces, el NRP Sagres (III) es erróneamente llamado Sagres II ya que este es el tercer buque escuela con el mismo nombre. En realidad, el primero fue una corbeta de madera, construida en 1858 en Inglaterra. Fondeada en el río Duero, sirvió como buque escuela para alumnos marineros, entre 1882 y 1898.
En 2022 el Sagres representó a su país en la revista naval realizada en la bahía de Guanabara (Río de Janeiro) por motivo del Bicentenario de Brasil con naves brasileras y de otras naciones.

## Galería

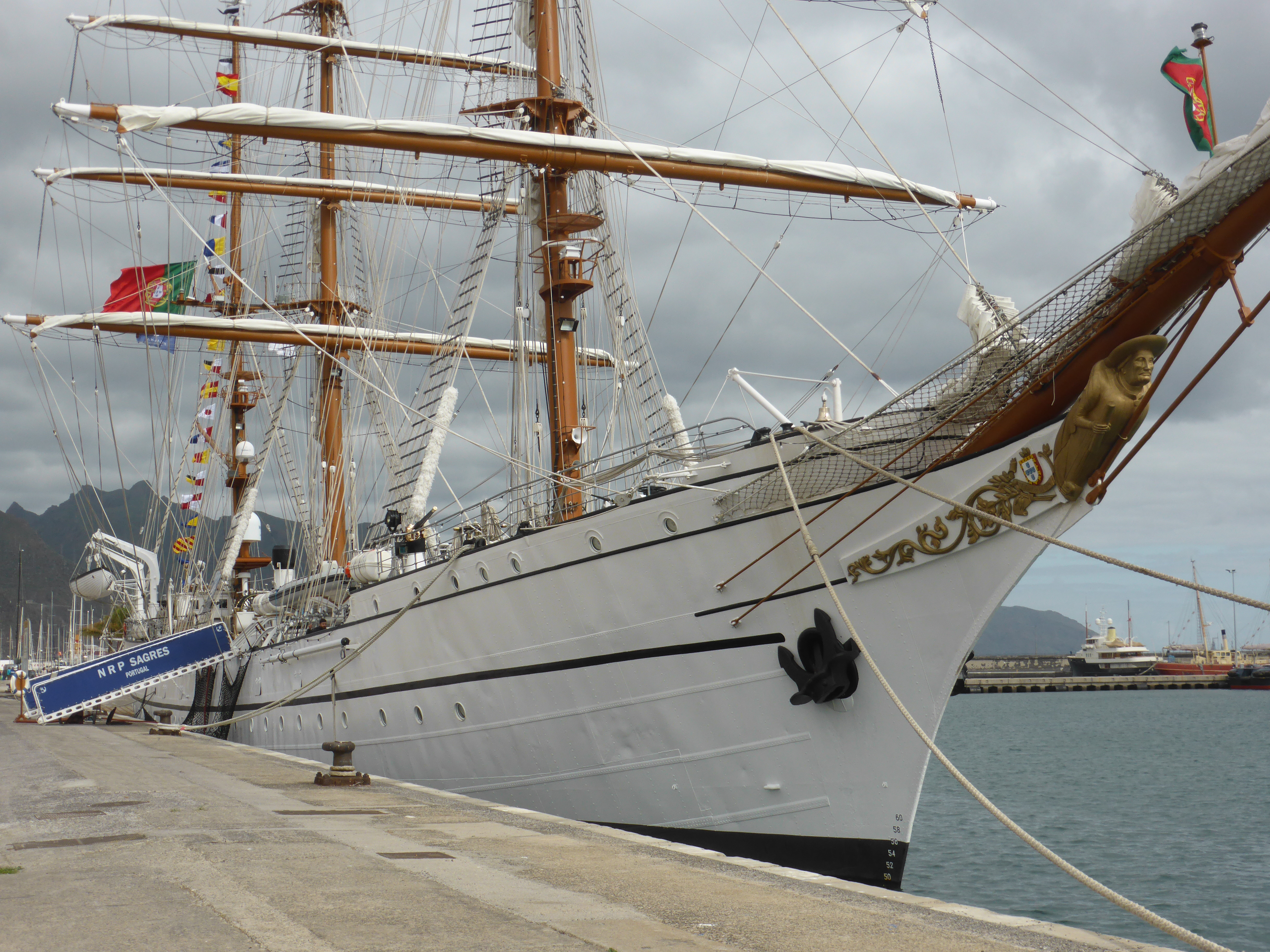
Vista de proa del buque escuela NRP Sagres, en el puerto de Santa Cruz de Tenerife.
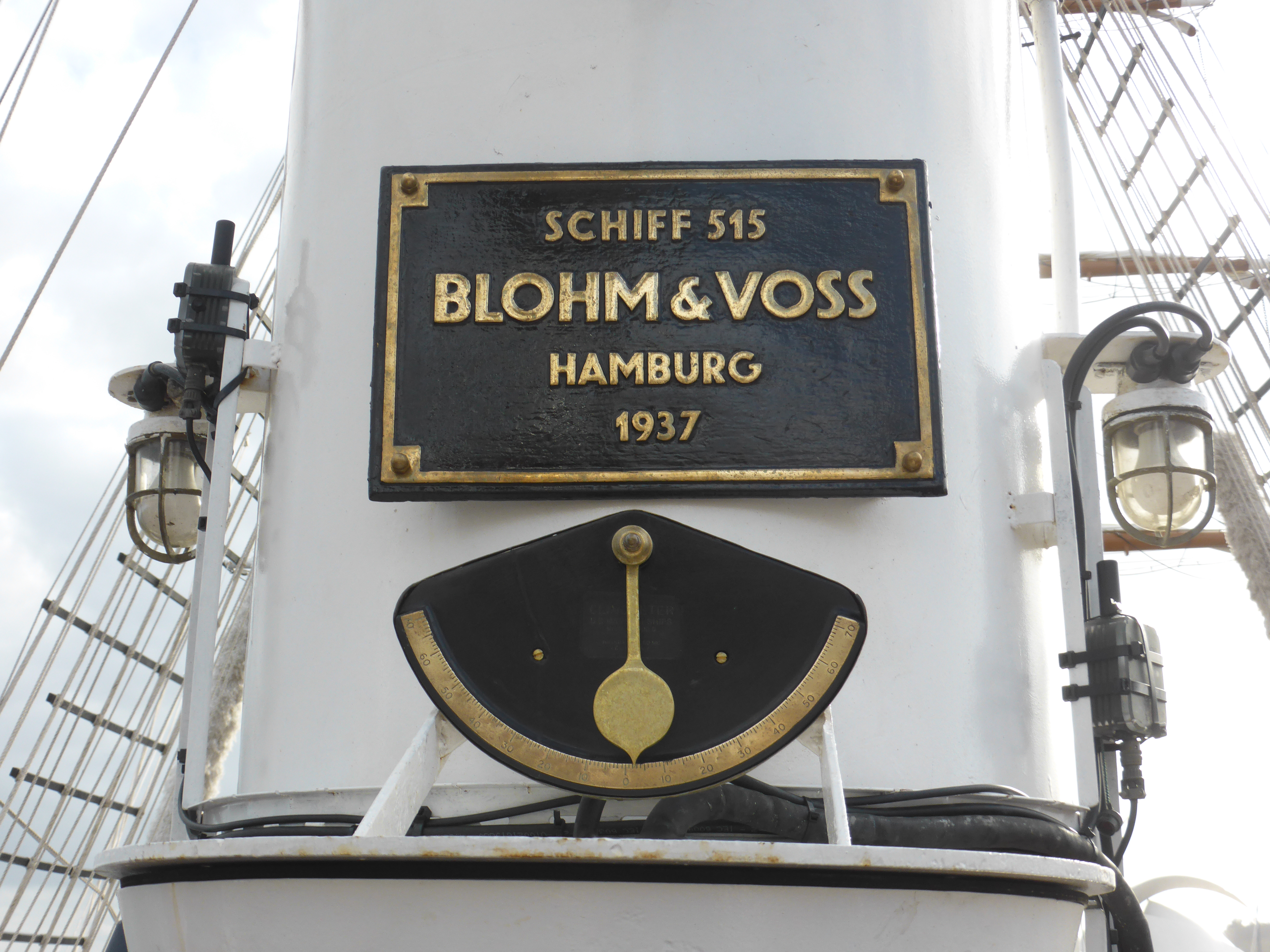
Placa del buque 515 construido por "Blohm & Voss". NRP Sagres.
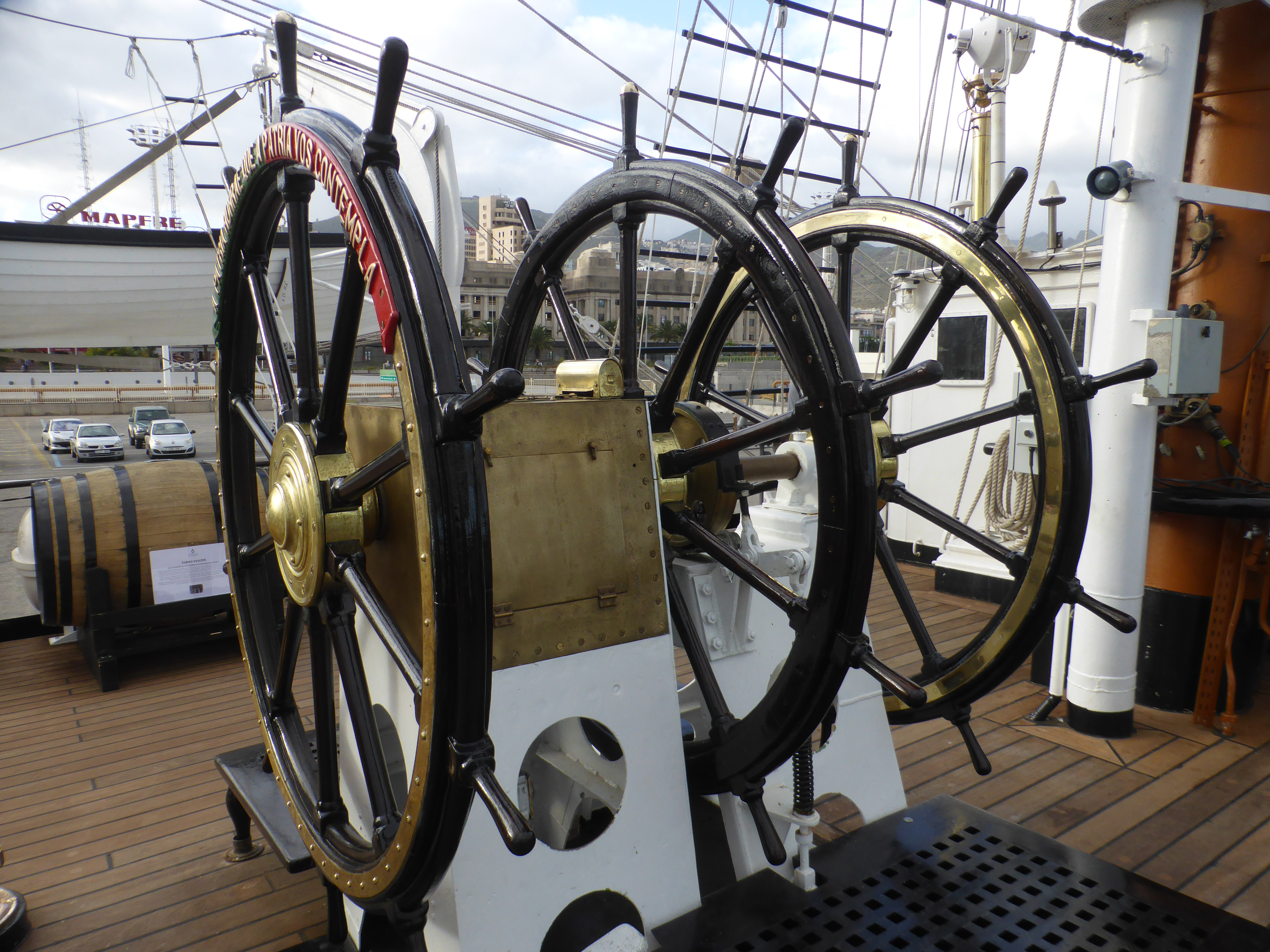
Rueda de timón múltiple, del buque escuela Sagres.
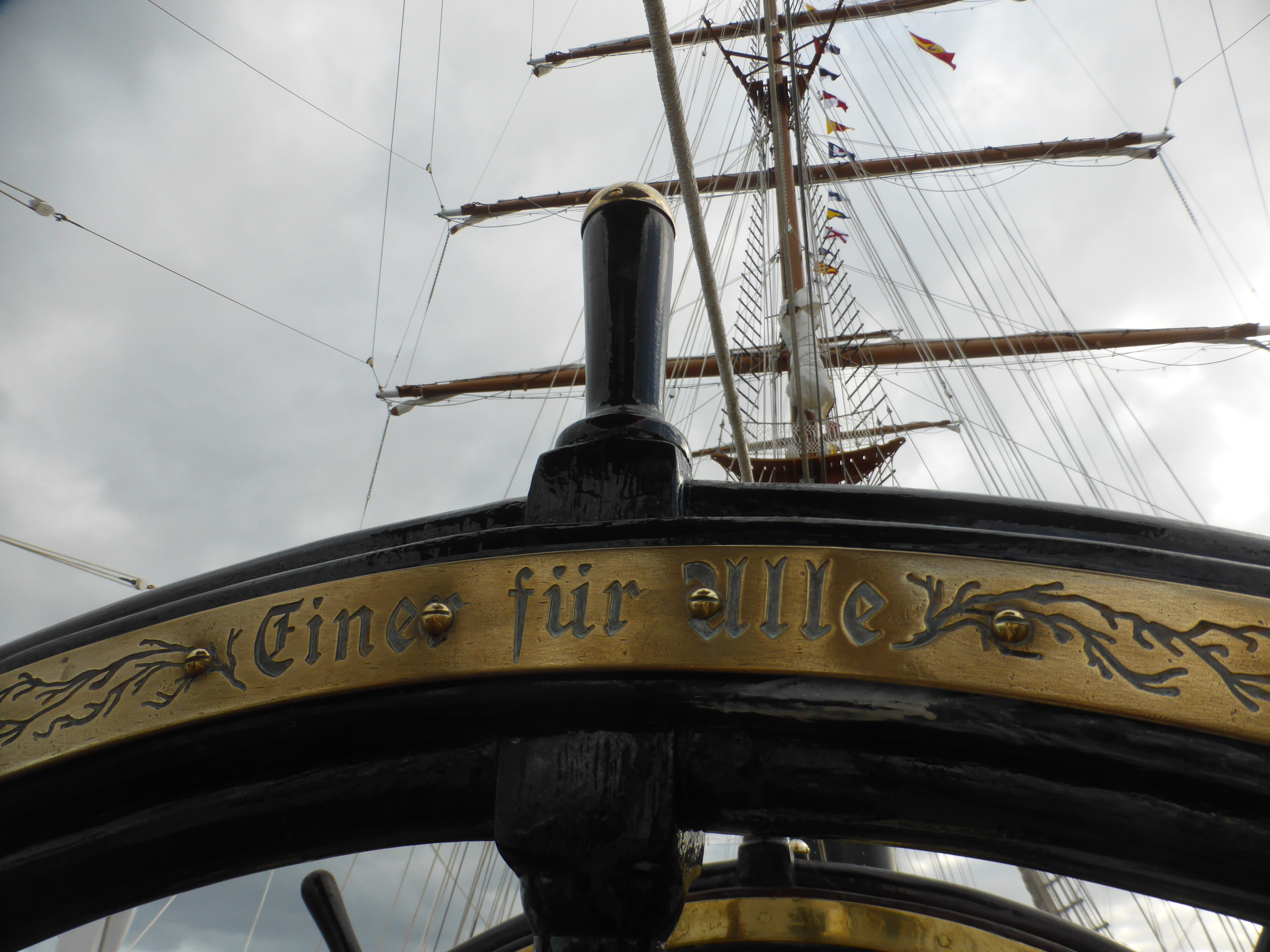
Rueda de timón del Sagres.
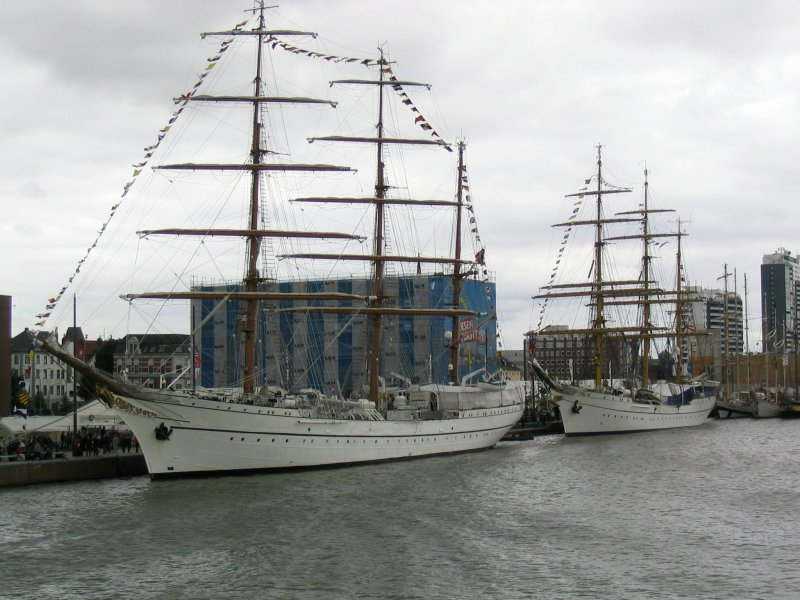
NRP Sagres en 2005 junto al Gorch Fock.
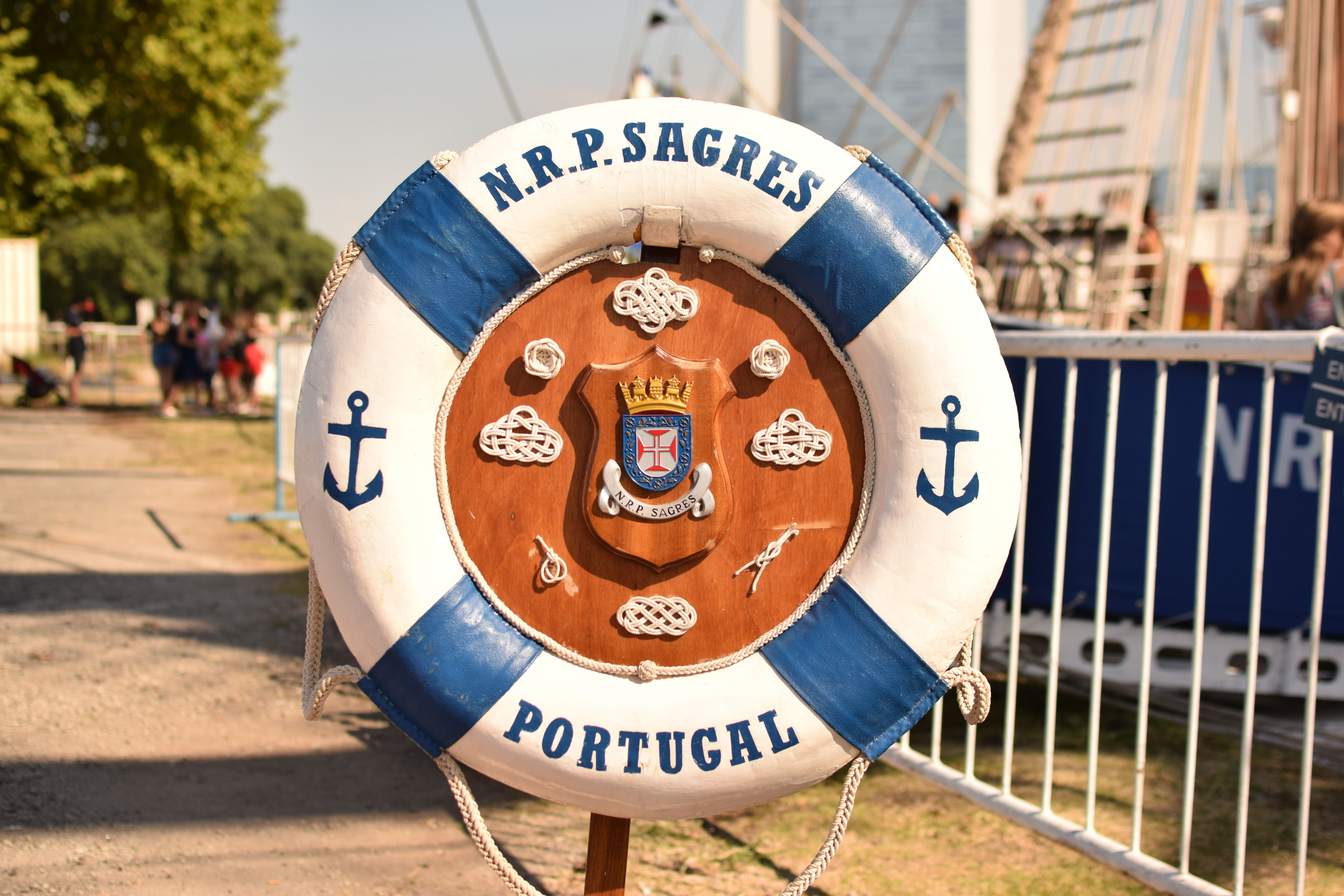
Entrada al puente de embarque del NRP Sagres.